# Eribella polita
Eribella polita är en tvåvingeart som först beskrevs av Daniel William Coquillett 1902.  Eribella polita ingår i släktet Eribella och familjen parasitflugor. Inga underarter finns listade i Catalogue of Life.